# Necșești, Teleorman
Necșești este satul de reședință al comunei cu același nume din județul Teleorman, Muntenia, România.
Satul este situat la o distanță de 78 km vest de București, 34 km nord-vest de Alexandria, 106 km est de Craiova.